# Archibald Leitch
Archibald Leitch (Glasgow, Escocia, 27 de abril de 1865 - 25 de abril de 1939) fue un arquitecto británico famoso por diseñar estadios de fútbol y rugby en el Reino Unido e Irlanda.

## Primeros trabajos
Los primeros trabajos de Leitch fue en el diseño de fábricas en su ciudad natal (Glasgow) y en Lanarkshire. En 1896 se convirtió en miembro de la Institución de Ingenieros y constructores navales en Escocia, y más tarde de la Institución de Ingenieros Mecánicos. Fue el encargado de hacer el diseño del estadio cuando recibió el encargo de construir Ibrox Park, el nuevo estadio de los héroes de su infancia, el Glasgow Rangers, en 1899.

## Diseños de estadios
Los estadios de Leitch fueron inicialmente considerados más funcional que estéticamente elegante, y fueron claramente influenciados por sus primeros trabajos en los edificios industriales. Por lo general, sus gradas tenían dos niveles, con barandillas de acero entrecruzadas en la parte delantera del piso superior, y estaban cubiertos por una serie de techos a dos aguas, construidas de manera que sus extremos se enfrentaron en el campo de juego, y el tramo central del techo sería claramente más grande, y se incorporará un frontón distintivo. Su primer proyecto en Inglaterra fue el diseño y construcción de la calle de Jhon Stand en Bramall Lane, que proporcionó 3,000 asientos y terrazas para 6,000 y fue dominado por un palco de prensa estilo Gran Tudor. Durante las siguientes cuatro décadas se convirtió en el arquitecto más importante del fútbol de Inglaterra y de todo el Reino Unido. En total recibió el encargo de diseñar una parte o la totalidad de más de 20 estadios en el Reino Unido e Irlanda entre 1899 y 1939, entre ellos:

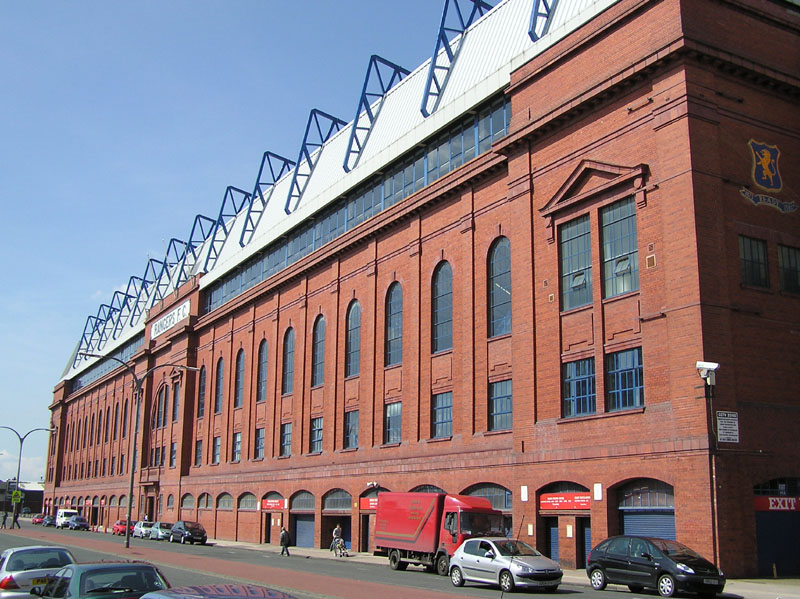
El Bill Struth Main Stand del Ibrox Stadium, hogar del Rangers Football Club con el único sobreviviente es la categoría A Sentinel lista Trabaja en Jessie Street, Polmadie, justo al sur del centro de la ciudad de Glasgow. En 1896 se convirtió en miembro de la Institución de Ingenieros y constructores navales en Escocia, y más tarde de la Institución de Ingenieros Mecánicos. [1] Se mudó a diseño del estadio cuando recibió el encargo de construir Ibrox Park, el nuevo estadio del héroes de su infancia Rangers, en 1899.

## Diseños propios
- Anfield, Liverpool - Everton FC y Liverpool FC
- Arsenal Stadium, Highbury, Londres - Arsenal FC
- Ayresome Park, Middlesbrough - Middlesbrough FC
- Bramall Lane, Sheffield - Sheffield United FC
- Cardiff Arms Park, Cardiff
- Celtic Park, Glasgow - Celtic FC
- Craven Cottage, Fulham, Londres - Fulham FC
- Dalymount Park, Dublín - Bohemian FC
- Deepdale, Preston - Preston North End FC
- The Den, New Cross, Londres - Millwall FC
- Dens Park, Dundee - Dundee FC
- The Dell, Southampton
- Ewood Park, Blackburn - Blackburn Rovers FC
- The Double Decker stand (The Kop), Filbert Street, Leicester - Leicester City FC
- Fratton Park, Portsmouth - Portsmouth FC
- Goodison Park, Liverpool - Everton FC
- Hampden Park, Glasgow - Queen's Park FC
- Home Park, Plymouth - Plymouth Argyle FC
- Ibrox Stadium, Glasgow - Rangers FC
- Hillsborough Stadium, Sheffield - Sheffield Wednesday FC
- Lansdowne Road, Dublín - Selección de rugby de Irlanda
- Leeds Road, Huddersfield - Huddersfield Town FC
- Molineux, Wolverhampton - Wolverhampton Wanderers FC
- Old Trafford, Trafford, Gran Mánchester - Manchester United FC
- Park Avenue, Bradford
- Roker Park, Sunderland - Sunderland AFC
- Rugby Park, Kilmarnock - Kilmarnock FC
- Saltergate, Chesterfield
- Selhurst Park, South Norwood, Londres - Crystal Palace FC
- Somerset Park, Ayr
- Stamford Bridge, Walham Green, Londres - Chelsea FC
- Starks Park, Kirkcaldy
- Twickenham Stadium, Twickenham, Londres - Selección de rugby de Inglaterra
- Tynecastle Stadium, Edimburgo - Heart of Midlothian
- Valley Parade, Bradford - Bradford City AFC
- Villa Park, Birmingham - Aston Villa FC
- West Ham Stadium, Custom House, Londres
- White Hart Lane, Tottenham, Londres - Tottenham Hotspur FC
- Windsor Park, Belfast - Selección de fútbol de Irlanda del Norte